# Eustace Fannin
Eustace Fannin, né le 28 juin 1915 à Ixopo (Afrique du Sud) et mort le 25 novembre 1997, est un joueur de tennis sud-africain. Il a notamment remporté les Internationaux de France de tennis en 1947 en compagnie de son compatriote Eric Sturgess.

## Palmarès (partiel)

### Titre en double messieurs
| No | Date       | Nom et lieu du tournoi         | Catégorie | Surface      | Partenaire    | Finalistes             | Score              |          |
| -- | ---------- | ------------------------------ | --------- | ------------ | ------------- | ---------------------- | ------------------ | -------- |
| 1  | 14-07-1947 | Internationaux de France Paris | G. Chelem | Terre (ext.) | Eric Sturgess | Tom Brown Bill Sidwell | 6-4, 4-6, 6-4, 6-3 | Parcours |

### Finale en double messieurs
| No | Date       | Nom et lieu du tournoi         | Catégorie | Surface      | Vainqueurs                   | Partenaire    | Score              |          |
| -- | ---------- | ------------------------------ | --------- | ------------ | ---------------------------- | ------------- | ------------------ | -------- |
| 1  | 18-05-1949 | Internationaux de France Paris | G. Chelem | Terre (ext.) | Pancho Gonzales Frank Parker | Eric Sturgess | 6-3, 8-6, 5-7, 6-3 | Parcours |